# Gładczyn
Gładczyn – osada w Polsce położona w województwie mazowieckim, w powiecie pułtuskim, w gminie Zatory. Ma status sołectwa.
W latach 1975–1998 miejscowość administracyjnie należała do województwa ostrołęckiego.

## Historia
Wieś wymieniona w najstarszym inwentarzu dóbr biskupstwa płockiego. W XV w. należała do rycerskiego rodu Lubaczów. W XVI w. wydzielono Gładczyn Szlachecki i Gładczyn Biskupi, przemianowany po sekularyzacji na Rządowy. W 1845 r. wieś kupił na licytacji Piotr Modzelewski. Modzelewscy byli szanowani przez okolicznych chłopów za zaangażowanie społeczne i oświatowe. Ostatnia z zamieszkujących tu, Wanda Modzelewska po śmierci męża prowadziła zbiory sztuki ludowej regionu, zorganizowała grupę hafciarek szyjących dla rynku krajowego i na eksport stwarzając w ten sposób źródło utrzymania dla wielu rodzin wiejskich. Pracowała również w Cepelii i jako kostiumolog w zespole „Mazowsze". Działalność ta bardzo przyczyniła się do zachowania tradycji ludowych i rzemiosła lokalnego. Zmarła w 1973 r.. Gładczyn pozostawał w rękach rodziny Modzelewskich do 1939 r..
Po nacjonalizacji majątku w miejscowości działało Państwowe Gospodarstwo Rolne Gładczyn.

## Zabytki
- Neoklasycystyczny Dwór Modzelewskich, murowany z cegły, wzniesiony w latach 1897–1900 na miejscu poprzedniego, drewnianego.
- Resztki parku krajobrazowego według projektu Stefana Celichowskiego.